# Zaruhi Bahri
Zaruhi Shahbaz Bahri (en armenio: Զարուհի Շահբազ Պահրի)  (Constantinopla, 31 de mayo de 1880 - París, 13 de mayo de 1958) fue una destacada escritora, trabajadora social y activista comunitaria armenia. En 1913, fue una de los miembros fundadores de la Cruz Roja Armenia de Constantinopla. Después del genocidio armenio, y habiendo perdido a varios miembros de su familia, Bahri permaneció en el Imperio Otomano para ayudar en los esfuerzos de socorro de quienes sobrevivieron al genocidio. Eventualmente huyó a Rumania y finalmente a Francia en 1928, donde permaneció el resto de su vida. Mientras estuvo en Francia, escribió seis novelas y continuó interactuando con la comunidad armenia local.

## Biografía
Nació en Constantinopla, Imperio Otomano en 1880 en una familia de etnia armenia. Comenzó a participar activamente en la comunidad armenia local después de la masacre de Adana de 1909. También enseñó a personas huérfanas armenias a coser y a bordar. Durante las guerras de los Balcanes de 1912-13, jugó un papel decisivo en la prestación de ayuda y asistencia a los armenios étnicos que servían en el ejército otomano.
Durante el genocidio armenio, Bahri perdió a varios miembros de su familia, incluidos su hermano y su hermana. Su hermana, Adrine, fue deportada de la ciudad de Amasya y finalmente fue asesinada. Su hermano, Parsegh Shahbaz, miembro destacado de la comunidad intelectual armenia de Constantinopla y miembro de la Federación Revolucionaria Armenia, fue deportado como parte de la deportación de intelectuales de Armenia el 24 de abril de 1915 y finalmente asesinado.
Después del genocidio, Bahri permaneció en Constantinopla y ayudó en el esfuerzo de socorro de las personas sobrevivientes dado que muchas personas armenias buscaron refugio en la capital después de las deportaciones. Bahri finalmente se convirtió en la jefa de la rama Sisli de la Cruz Roja Armenia en 1918. Durante este tiempo, también se convirtió en miembro de la Asociación de Mujeres de Armenia (AWA) y contribuyó al Diario de Mujeres de Armenia llamado Hay Gin . A petición del patriarca armenio de Constantinopla, se convirtió en el director de la Casa Neutral (Chezok Dun), una organización que se estableció para determinar si las criaturas sobrevivientes del genocidio eran armenias o turcas. Debido a su participación en la organización, las autoridades turcas sospecharon que "armenianizaba a las criaturas turcas". Como resultado, Bahri, su esposo y sus cuatro criaturas huyeron a Rumania, donde creían que podrían regresar fácilmente a Constantinopla una vez que se calmaran las tensiones. Sin embargo, se les negó el reingreso al país y sus bienes y propiedades fueron confiscados. Se mudó con su familia a Francia. Su esposo, Hagop Bahri, era abogado pero no pudo encontrar empleo en París. Dada la difícil situación financiera, Bahri comenzó a trabajar como costurera y finalmente dejó de enviar artículos a Hay Gin. Sin embargo, continuó escribiendo por su cuenta y logró publicar varios trabajos, incluidas sus memorias.
Murió en París el 13 de mayo de 1958 y fue enterrada en el cementerio Père Lachaise . De acuerdo con sus deseos, sus hijos llevaron sus cenizas a Armenia y las enterraron en las instalaciones de la Catedral de Echmiadzin, la Iglesia Madre de la Iglesia Apostólica Armenia en 1987.

## Obras
- Parantsem: Jampanerun Yergaynkin (París: Der Hagopian, 1946)
- Dakre: Vospori Aperun Vra 1875–1877 (París: Der Hagopian, 1941)
- Dayyan Kevork Bey gam Badriarkarani Poghotsin Pnagichnere: Vospori Aperun Vra 1895-1898 (París: Le Solei, 1952)
- Muygerun Dag (Beirut: Madensashar “Ayk”, 1956)
- Louisette ou Osmose (serializado en Aysor: 1952)
- Ambrob (serializado en Azad Khosk, París: 1940)
- Bahri también editó y escribió la introducción del libro que escribió su hijo Gerard Bahri, Vahan Maleziani Gyankn u Kordse: Hushamadyan Ir Utsunamyagin Artiv (1871-1951) (París: Le Solei, 1951)